# 松岡えみり
松岡 えみり（まつおか えみり、2004年8月11日 - ）は、日本の女優、タレント、ファッションモデル。

## 人物
特技はバドミントン・テニス(3年)、ピアノ(5年)。
2022年広告3年生でPopteen×109の選抜モデルオーディションに参加したが落選。
現在JJモデルオーディション2023ファイナリスト。

## 出演

### 雑誌
- webマガジン『J!NS「AH.H」』 (2019) [2]
- nanamica women’s 2022 SS LOOK（2022）[5]
- Popteen（2022）[6]
- 無印良品LOOKBOOK（2022）[1]

### その他
みゆはんMUSIC MV『劣等生ルーザーマン』